# Itziar Alkorta Idiakez
Itziar Alkorta Idiakez (San Sebastián, Guipúzcoa, 1 de septiembre de 1967) es una jurista y profesora universitaria española. 
Es profesora de Derecho Civil y está especializada en Derecho de las tecnologías de reproducción humana. 

## Biografía
Trabaja en la Facultad de Derecho de San Sebastián. Fue Vicerrectora de Innovación y Calidad de la UPV/EHU (2009-2012), Viceconsejera de Universidades e Investigación del Gobierno Vasco (2013-2015), y desde 2019 es directora de los Cursos de Verano de la UPV/EHU.
En su tesis doctoral, defendida en 2001, examinó los aspectos legales de las nuevas tecnologías de reproducción humana bajo la dirección del Dr. Gil Rodríguez. Posteriormente realizó estancias en el Hastings Center for Bioethics (Nueva York) y en el centro de investigación Center for Bioethics de la Universidad de Pensilvania (Filadelfia). Participó en el grupo que elaboró las recomendaciones al Parlamento Europeo sobre la regulación de la biotecnología. En el año académico 2016-2017, realizó una estancia como profesora visitante en la Universidad de Burdeos, y posteriormente participó en la Universidad de Sydney en 2018 como ponente en un Congreso Internacional sobre Biocommodities. Es una participante habitual y activa en los debates sociales sobre bioética en el País Vasco y en los medios de comunicación nacionales. Ha realizado una importante aportación a la cuestión de la gestación subrogada y constituye un referente para las feministas vascas en esta cuestión.

### Docencia
Cuando era Vicerrectora de Innovación y Calidad de la UPV/EHU puso en marcha el Modelo de Aprendizaje IKD. También dirige el programa Ocean I3 del Campus de Mugarte en Zokoa, programa que tiene como objetivo coordinar la formación y la investigación entre la UPV/EHU y las Universidades de Burdeos.

### Dinamizadora de diversas asociaciones

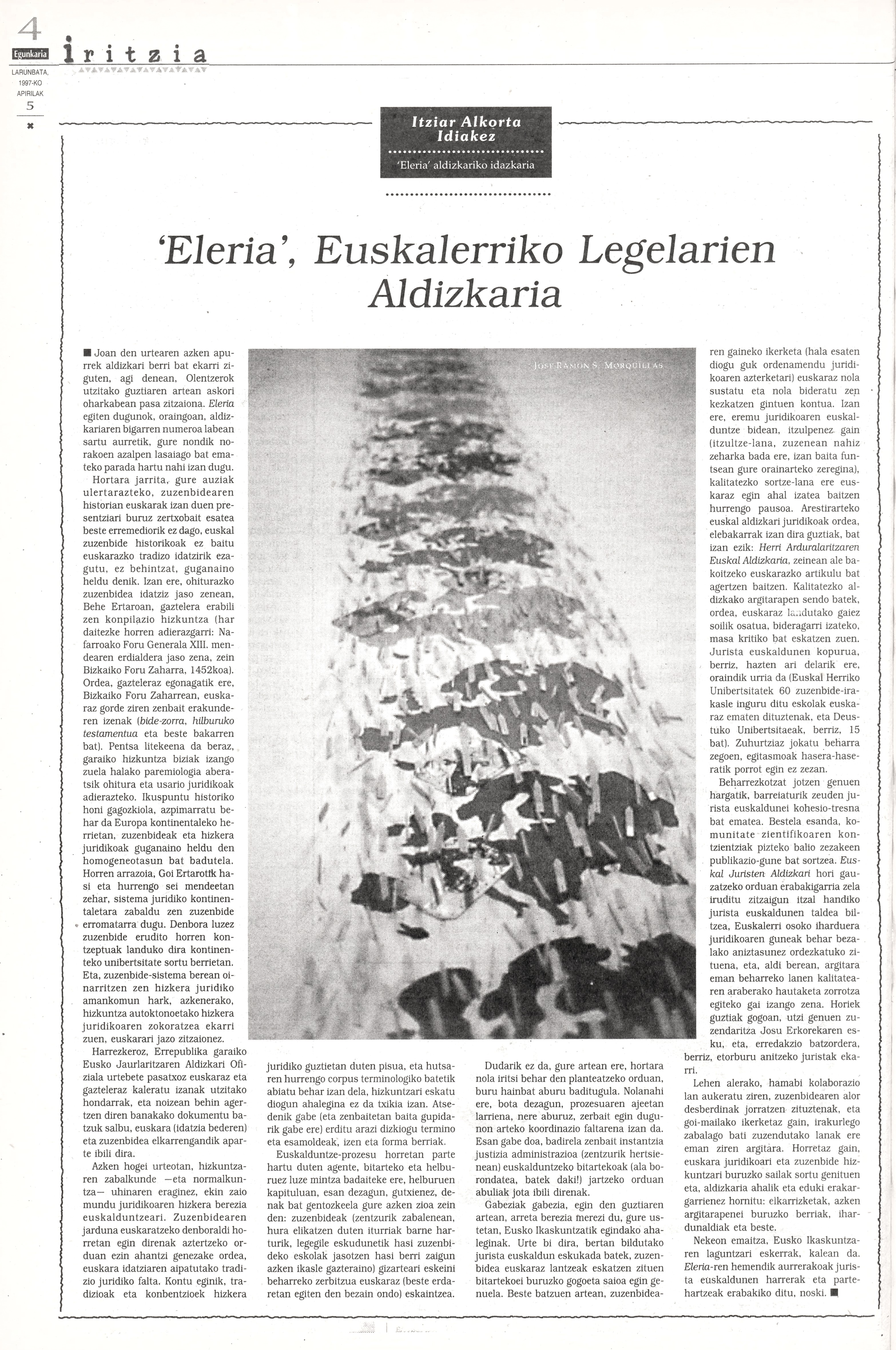
Sobre la revista Eleria (Euskaldunon Egunkaria, 05-04-1997)

Desde el Secretariado de la Sociedad de Estudios Vascos ha impulsado la revista jurídica Eleria, de la que es miembro del consejo editorial. También es experta en gestión de políticas públicas y ha evaluado diversos programas institucionales de investigación.
Es la secretaria de Jakiunde, de la Academia Vasca de Ciencias, Artes y Letras del País Vasco.

### Obras publicadas
La base de datos Inguma de producción en euskera de nivel universitario incluye numerosas contribuciones de Alkorta. Entre sus obras, tanto en solitario como en colaboración con otro autores, se pueden mencionar, entre otras, Euskal zuzenbide zibilaren oinarriak,en colaboración con Mikel Karrera (2007), o Zuzenbide zibileko ikasgaiak. Pertsona (2003).
Además, ha traducido al euskera varias obras clásicas de derecho, como Munduko zuzenbideen testu-bilduma. con Jon Alonso Fourcade y Haritz Monreal Zarraonaindia (2008), o Familia zuzenbidea, v.1, con Juan M. Etxeberria, Santiago Goñi Zabala y Mikel Karrera Egialde (1996).
También es la autora de artículos sobre derecho analizando cada vez un área distinta, como informática, economía, biotecnología, euskera, protección de datos, etc.
Además 14 artículos, siempre sobre derecho, pero cada vez analizando además un área distinta: informática, economía, biotecnología, euskera..